# Віїшоара (Арджеш)
Віїшоара (рум. Viișoara) — село у повіті Арджеш в Румунії. Адміністративно підпорядковане місту Штефенешть.
Село розташоване на відстані 102 км на північний захід від Бухареста, 6 км на схід від Пітешть, 107 км на північний схід від Крайови, 102 км на південний захід від Брашова.

## Населення
За даними перепису населення 2002 року у селі проживали 667 осіб, усі — румуни. Усі жителі села рідною мовою назвали румунську.